# Potereaikî Horovi, Reșetîlivka
Potereaikî Horovi (în ucraineană Потеряйки Горові) este un sat în comuna Lîman Druhîi din raionul Reșetîlivka, regiunea Poltava, Ucraina.

## Demografie
Componența lingvistică a localității Potereaikî Horovi
     Ucraineană (100%)
Conform recensământului din 2001, toată populația localității Potereaikî Horovi era vorbitoare de ucraineană (100%).